# Brochenzell
Brochenzell ist ein Ortsteil der baden-württembergischen Gemeinde Meckenbeuren im Bodenseekreis.

## Geschichte

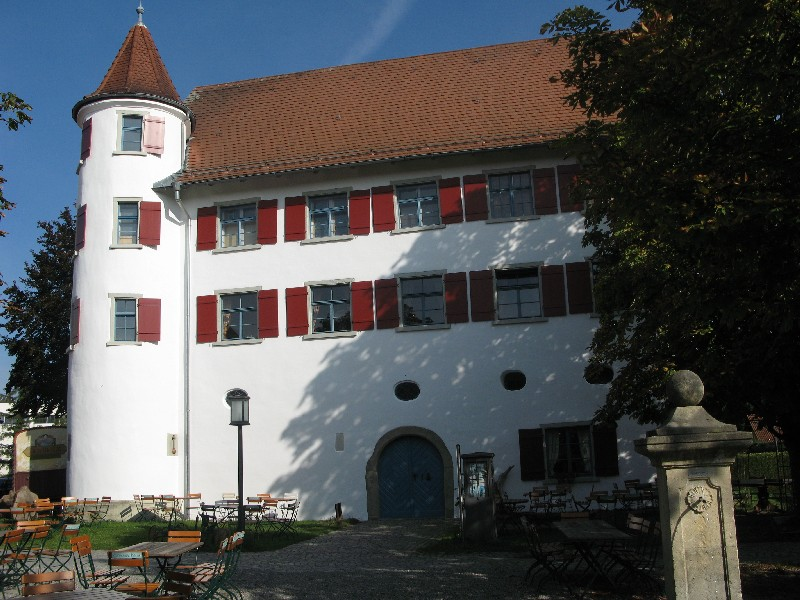
Humpisschloss

Erstmals erwähnt wurde Brochenzell unter seiner früheren Bezeichnung Eigileswilare (Eigelsweiler) in einer Handelsurkunde vom 1. April 861 (ausgestellt von Ludwig II.). Brochenzell ist somit nach Kehlen der älteste Wohnsitz der Gemeinde Meckenbeuren. Wie in der Region üblich dürfte der Name Eigileswilare von seinem Gründer abgeleitet worden sein, in diesem Fall mit hoher Wahrscheinlichkeit von einem Mann namens Eigilo. Der Urkunde nach ging Eigelsweiler zusammen mit der Kirche in den Besitz des Klosters St. Gallen über. So wird der Ort als cellula Eigelsweiler bezeichnet. Wann es zur Zerstörung der Klosterzelle kam, ist nicht genau belegt, da die Ortschaft bis zum 13. Jahrhundert nicht mehr erwähnt wurde; es muss sich zwischen 1246 (Erwähnung Zell) und 1274 (diu gebrocchen Gelle) zugetragen haben. Der Name Brochenzell (gebrochene Zelle) wurde erstmals am 13. November 1274 genannt. Bis dahin gehörte die Gegend den Grafen von Heiligenberg, die unter Berthold von Heiligenberg die Herrschaft Brochenzell am 25. Mai 1277 an dessen Onkel Hugo von Werdenberg verkauften. In der Besitzurkunde wird auch der Name Brobhentel aufgeführt. Am 20. Mai 1401 verkauften die Werdenberger dann an den Konstanzer Bürger Konrad Ruh. Später wurde die Einigung durch den König rückgängig gemacht und die Herrschaft Brochenzell ging an Hans von Hewen. Bald darauf kaufte sie Graf Wilhelm IV. von Montfort. 1447 musste sein Sohn Hugo die Herrschaft wegen finanzieller Probleme an die Humpis abtreten. Als auch diese verarmten, gaben sie Brochenzell bis 1721 nach und nach an das Kloster Weingarten ab. Anfang des 18. Jahrhunderts wechselte Brochenzell mehrmals den Besitzer (Haus Nassau, Österreich und Württemberg), bis es 1823 zur neuen Gemeinde Ettenkirch kam. 1937 wurde es dann in die Gemeinde Meckenbeuren eingegliedert.

## Ort
Brochenzell ist von jeher römisch-katholisch geprägt. Die Kirche St. Jakobus der Ältere liegt in der Ortsmitte neben dem Humpisschloss und der Eugen-Bolz-Grundschule. Neben der Schule ist die Humpishalle, die für den Schul- und Vereinssport sowie für Veranstaltungen wie dem Gemeindefest genutzt wird. Außerdem gibt es einen Kindergarten. Die natürliche Grenze zu Meckenbeuren bildet die Schussen.

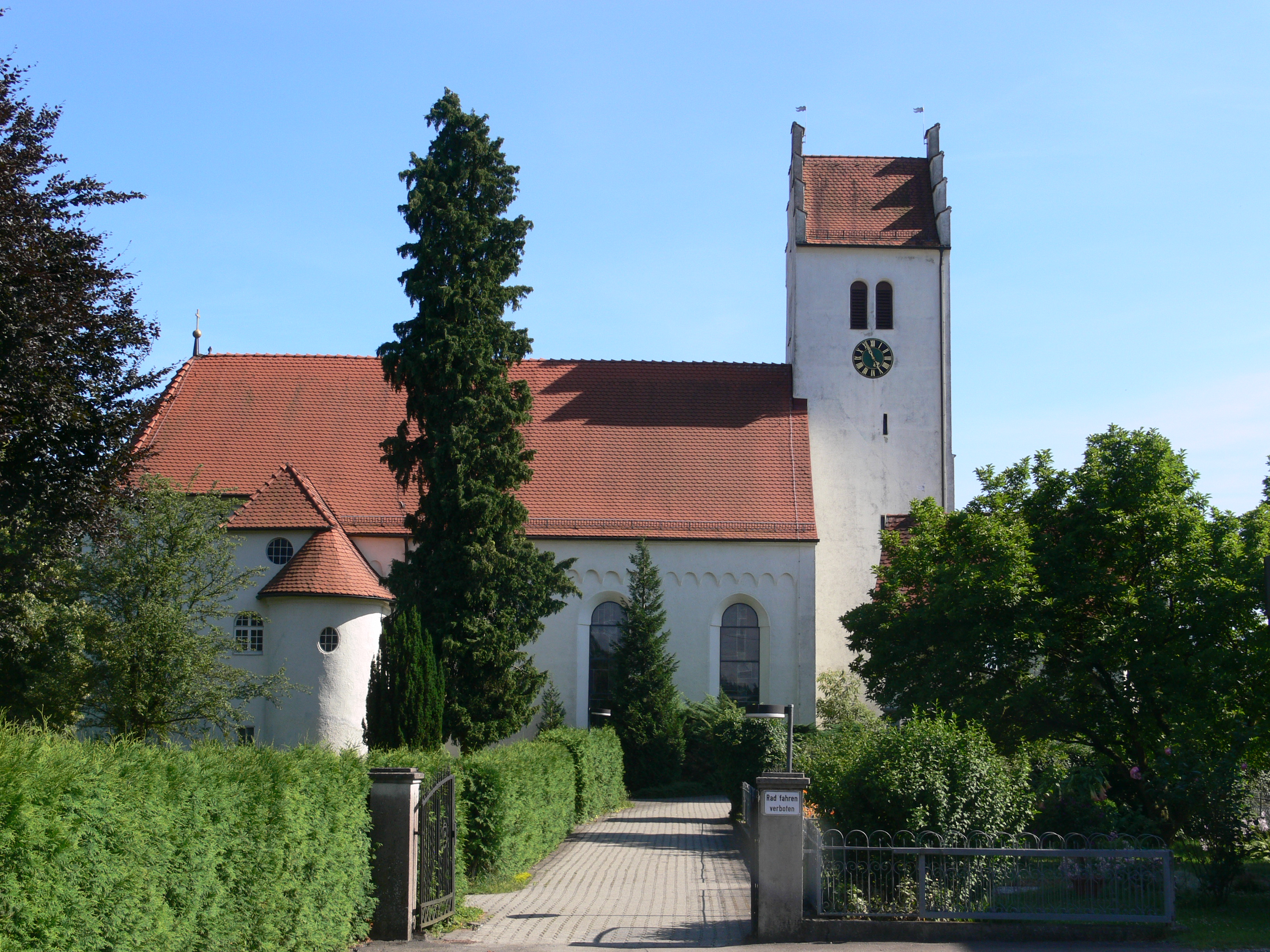
Pfarrkirche St. Jakobus
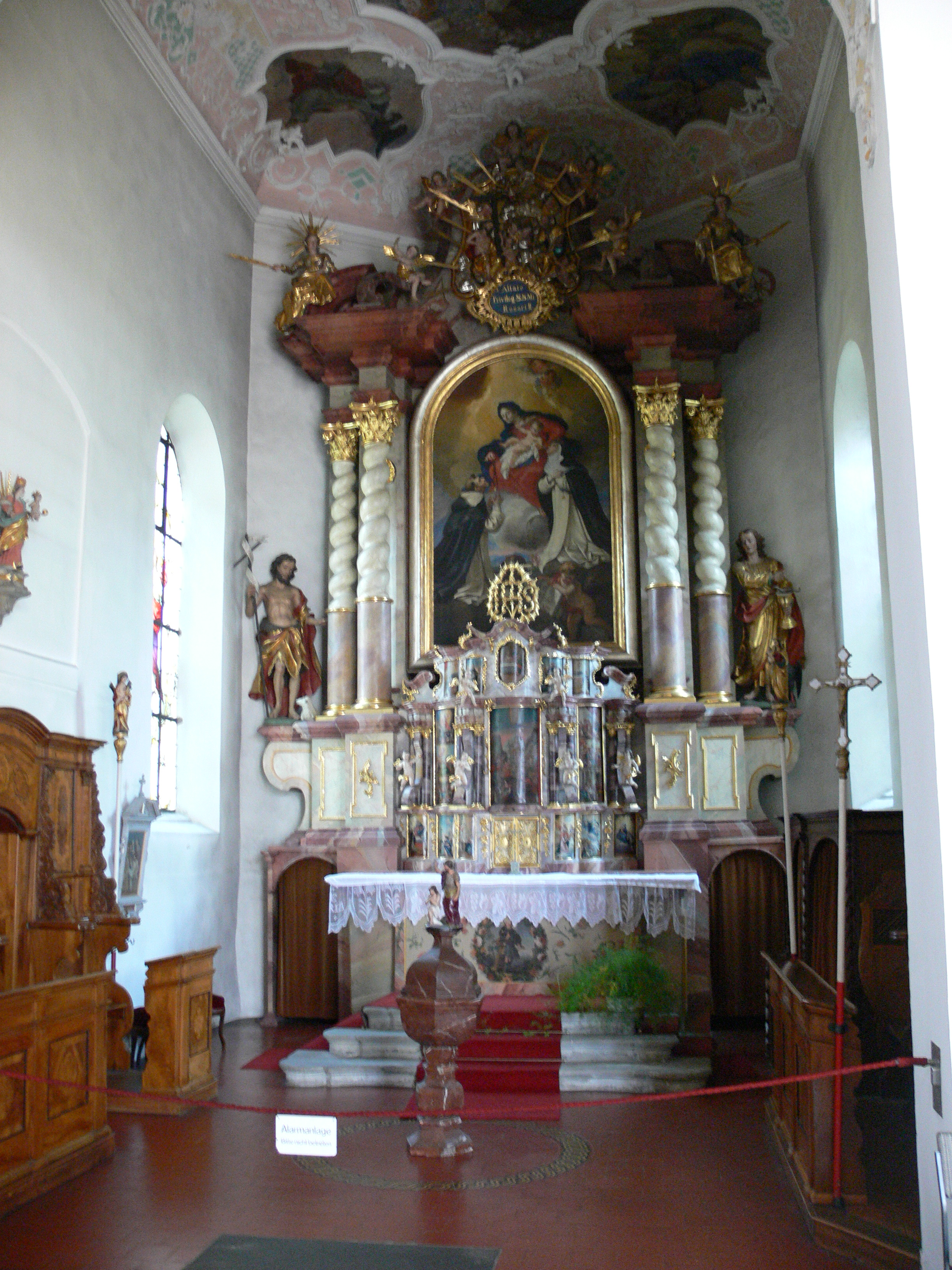
Rosenkranzaltar der Pfarrkirche
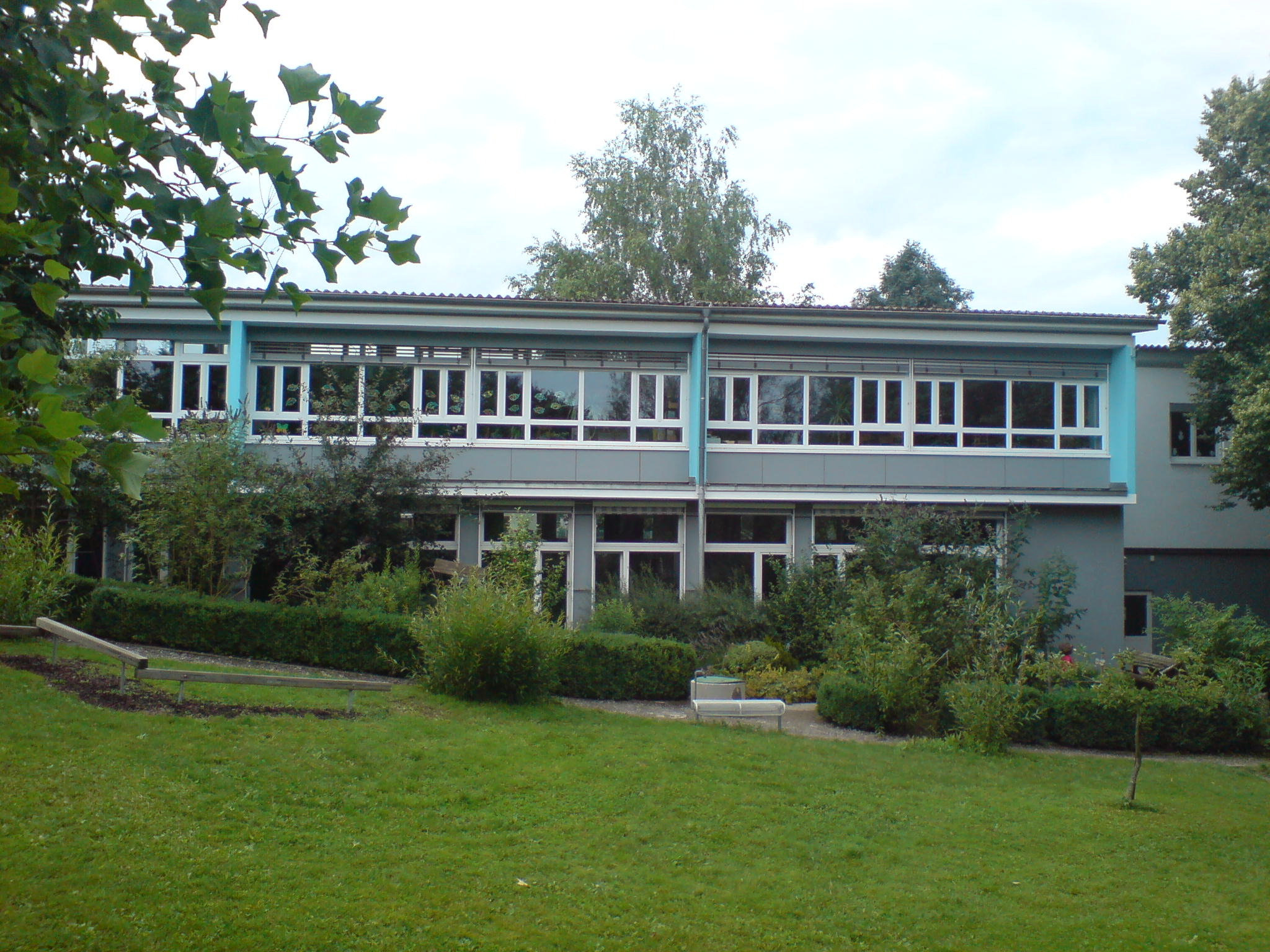
Neues Gebäude der Eugen-Bolz-Grundschule
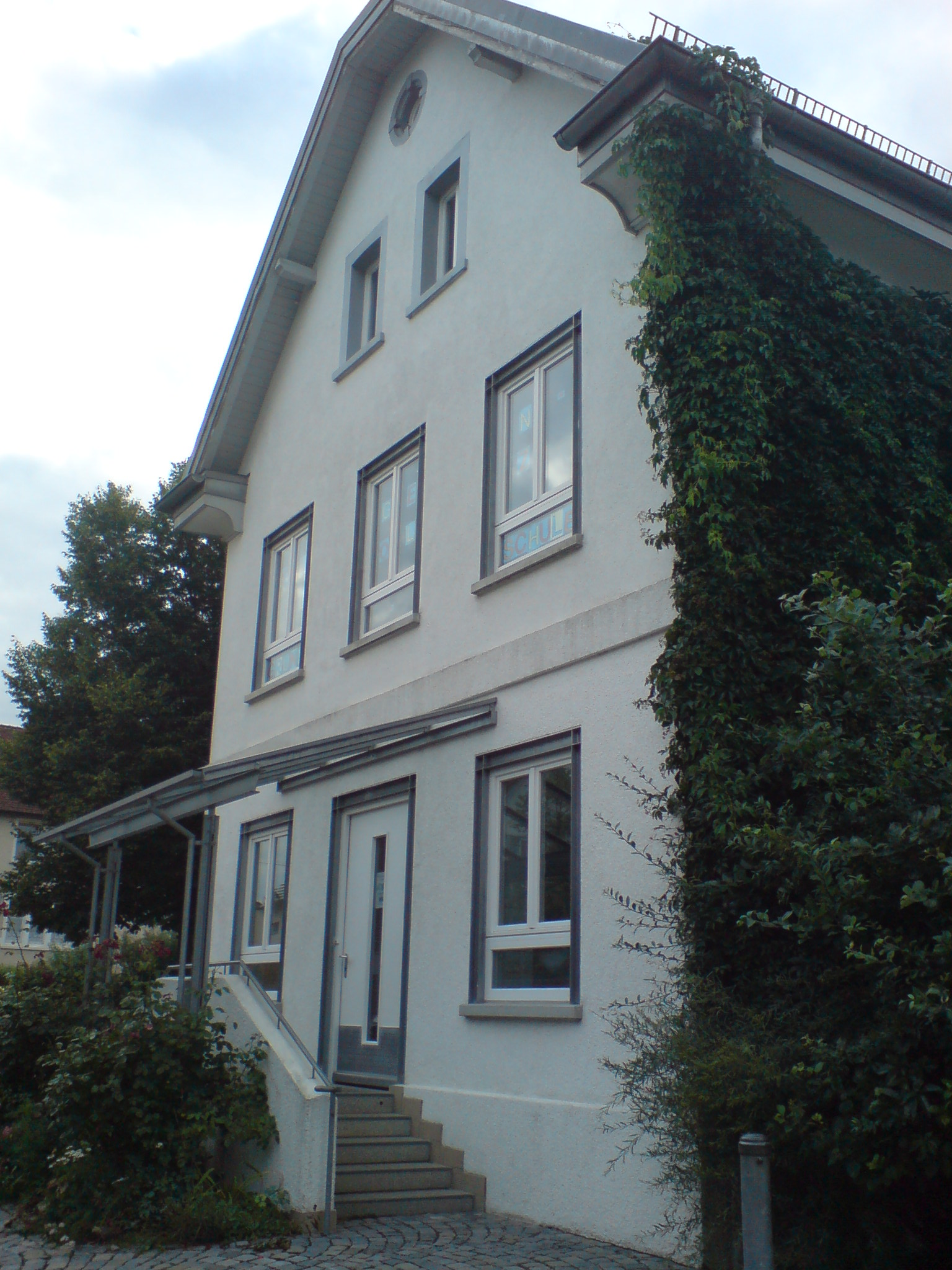
Altes Schulhaus der Eugen-Bolz-Grundschule
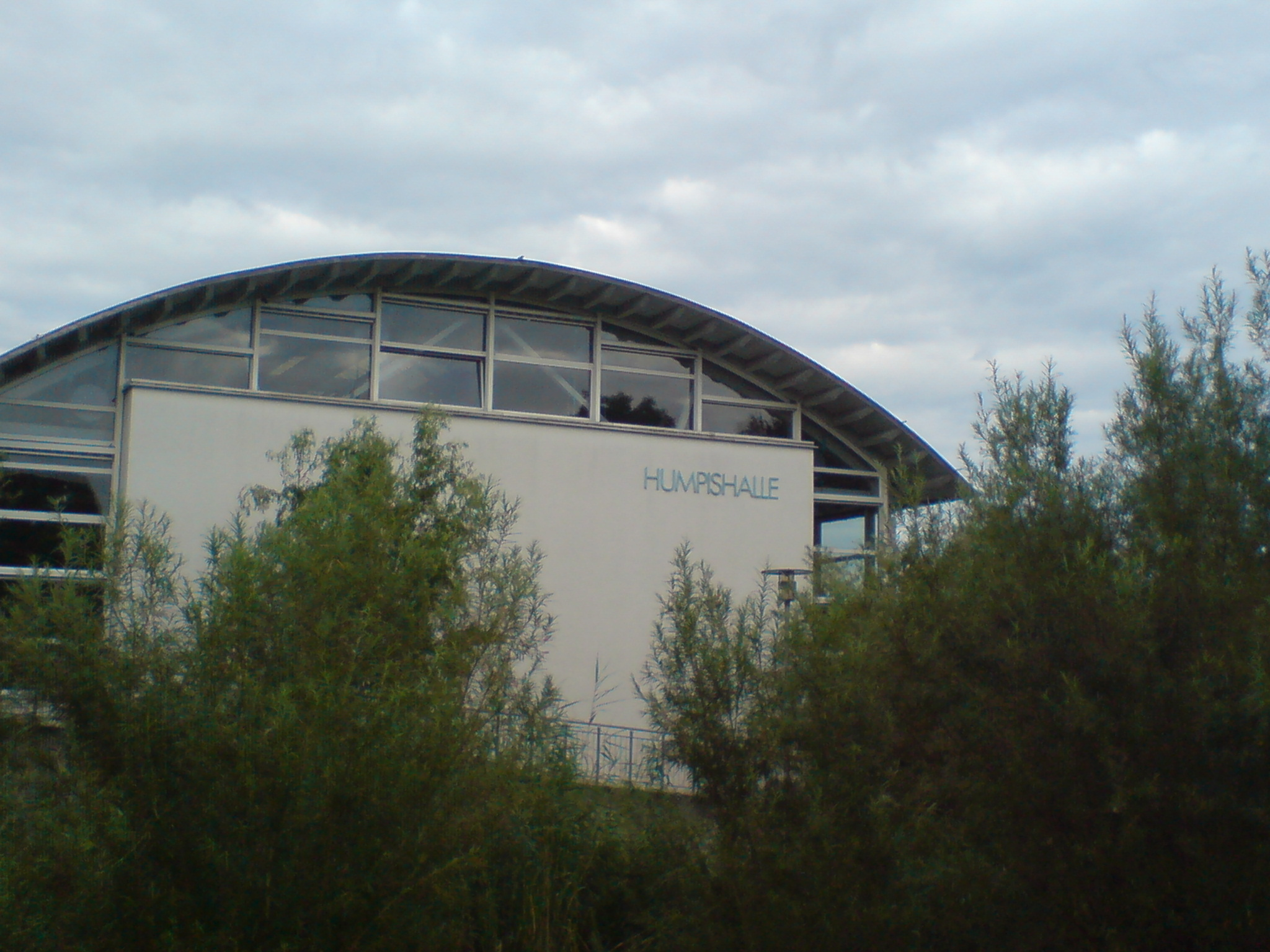
Humpishalle
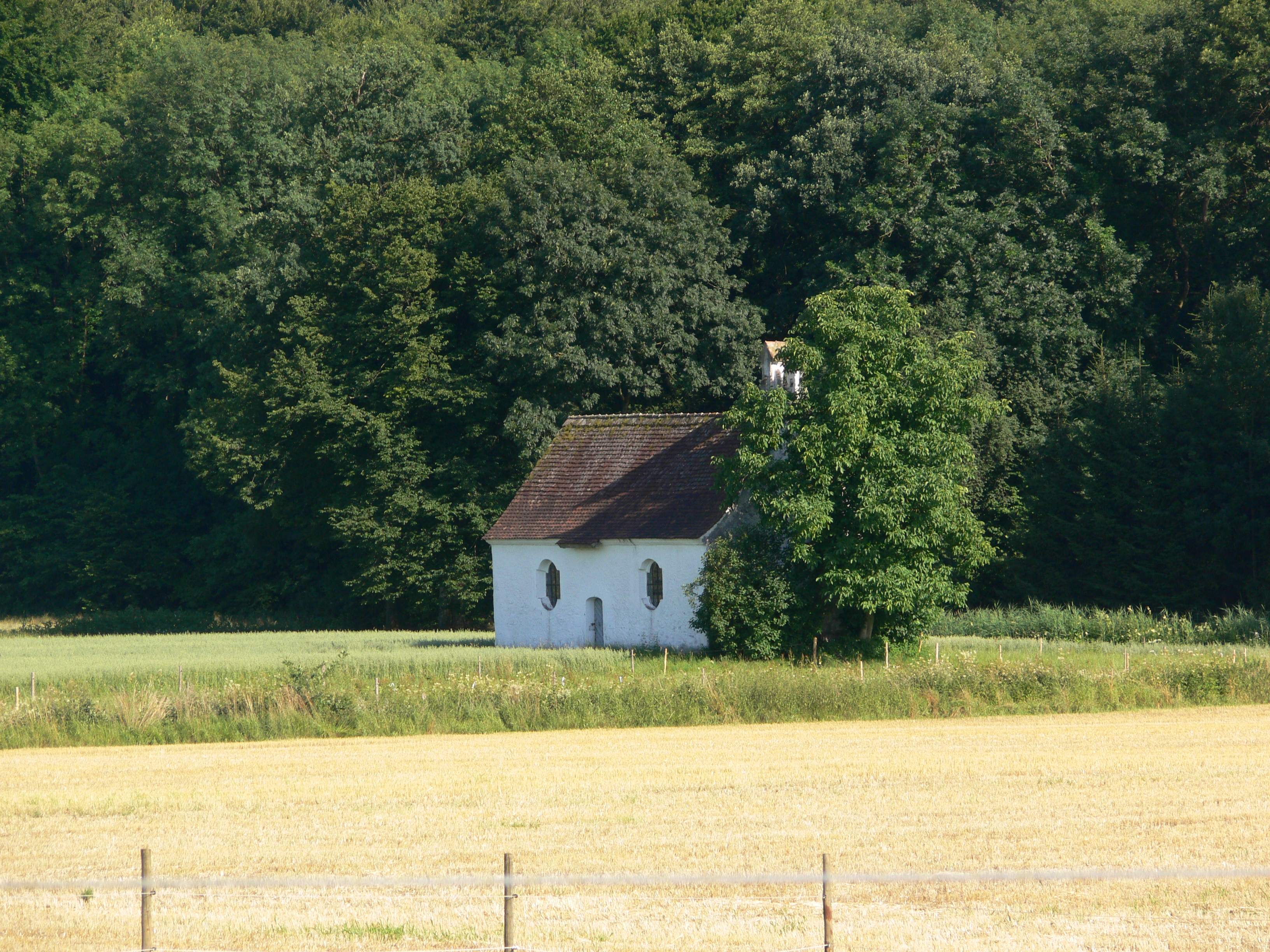
Kapelle St. Bonifazius im kleinen Weiler Laufenen

## Verkehr
- Durch den Ort und an der Kirche vorbei führt der Oberschwäbische Jakobsweg von Ulm nach Konstanz bzw. nach Nonnenhorn. Ab Brochenzell sind es noch 2.379 Kilometer bis zum Ziel des Jakobswegs im spanischen Santiago de Compostela.

← Vorhergehender Ort: Ravensburg | Brochenzell | Nächster Ort: Rammetshofen (Westliche Route) oder Meckenbeuren (Östliche Route) →

Ulmer Münster |
Ulm |
Grimmelfingen |
Einsingen |
Erbach |
Donaurieden |
Oberdischingen |
Ersingen |
Rißtissen |
Untersulmetingen |
Obersulmetingen |
Schemmerberg |
Äpfingen |
Laupertshausen |
Mettenberg |
Biberach an der Riß |
Reute |
Grodt |
Muttensweiler |
Steinhausen |
Wallfahrtskirche Steinhausen |
Winterstettenstadt |
Bad Waldsee |
Bergatreute |
Weingarten |
Ravensburg |
Brochenzell
Östliche Route:
Meckenbeuren |
Tettnang |
Gießenbrücke |
Heiligenhof |
Atlashofen |
Hüttmannsberg |
Gattnau |
Arensweiler |
Selmnau |
Hattnau |
Nonnenhorn
Westliche Route:
Rammetshofen |
Unterteuringen |
Hepbach |
Leimbach |
Möggenweiler |
Markdorf |
Meersburg |
Bodensee |
Staad |
Konstanz |
Konstanzer Münster
- Durch Brochenzell verläuft die dritte Etappe des Jubiläumswegs, ein 111 Kilometer langer Wanderweg, der 1998 zum 25-jährigen Bestehen des Bodenseekreises ausgeschildert wurde. In sechs Etappen führt er von Kressbronn über Neukirch, Meckenbeuren, Markdorf, Heiligenberg und Owingen durch das Bodensee-Hinterland nach Überlingen.

## Vereine
Der älteste Verein ist der 1923 gegründete Musikverein Brochenzell e. V., der auf die Gründung der Musikkapelle Brochenzell im Jahr 1856 zurückgeht. Der aus dem Musikverein gebildete Verein zur Förderung der Musikkapelle Brochenzell e. V. ist für die jährliche Organisation des traditionellen Schlossfestes Brochenzell zuständig.
Der Sportverein der Ortschaft ist der 1952 gegründete VfL Brochenzell, der im Sportpark im Furtesch spielt. Die erste Mannschaft der Fußballabteilung spielt derzeit in der Bezirksliga Bodensee. Außerdem gibt es den 1921 gegründeten Schützenverein Brochenzell. Bekannter ist aber die 1957 gegründete Narrenzunft Brochenzell mit dem mittlerweile eigenständigen Fanfarenzug Brochenzell. Sie ist mit 1100 Mitgliedern eine der bedeutendsten der regionalen Fasnet. Ihre drei Hauptfiguren sind die Humpishexe, der Schlossnarr und der Humpisnarr. Der Fanfarenzug nahm ab 2007 mehrmals am Rosenmontagszug in Köln teil und ist damit der erste seiner Art im dortigen Karneval.

VfL Brochenzell
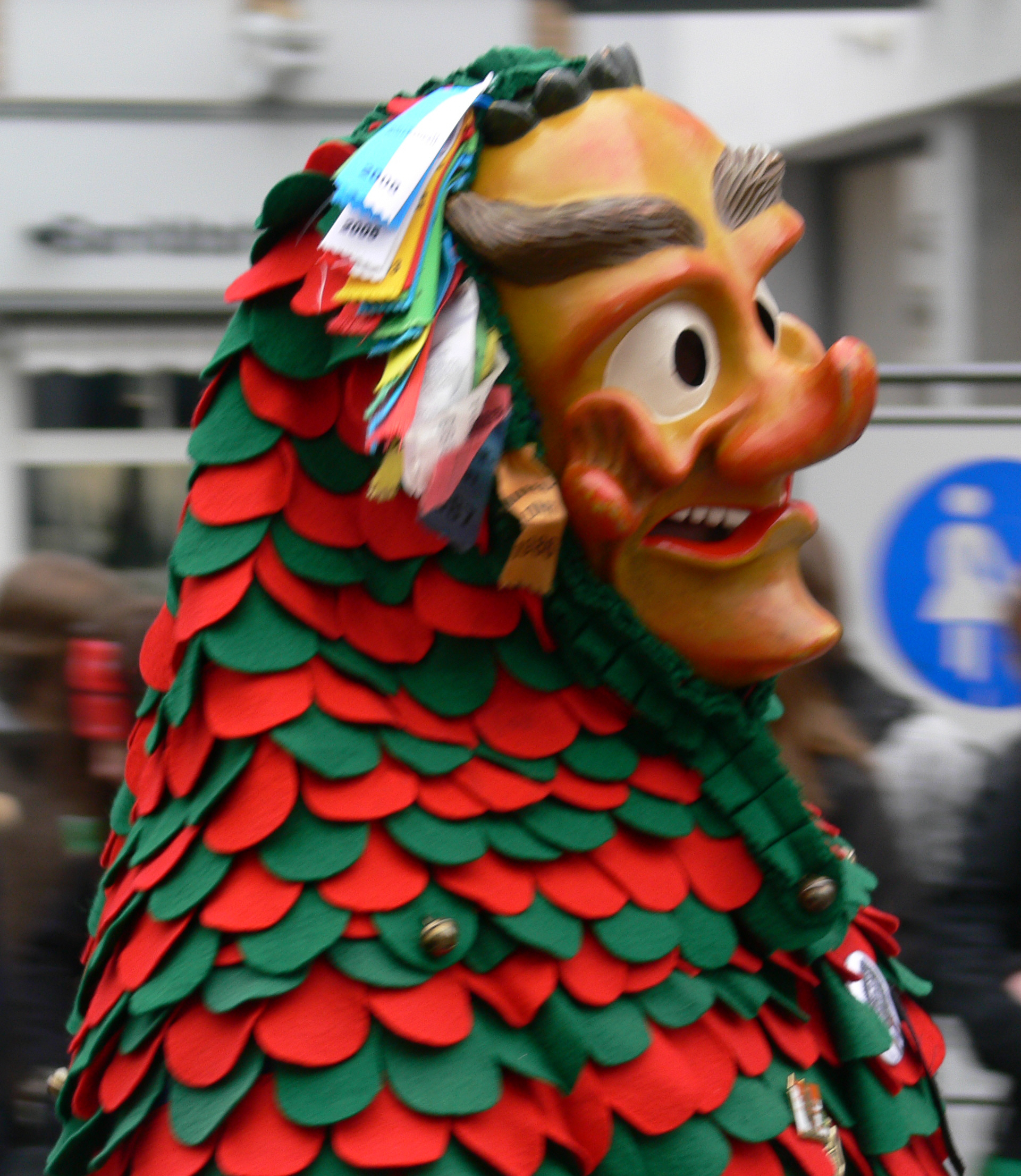
Humpisschlossnarr der Narrenzunft Brochenzell
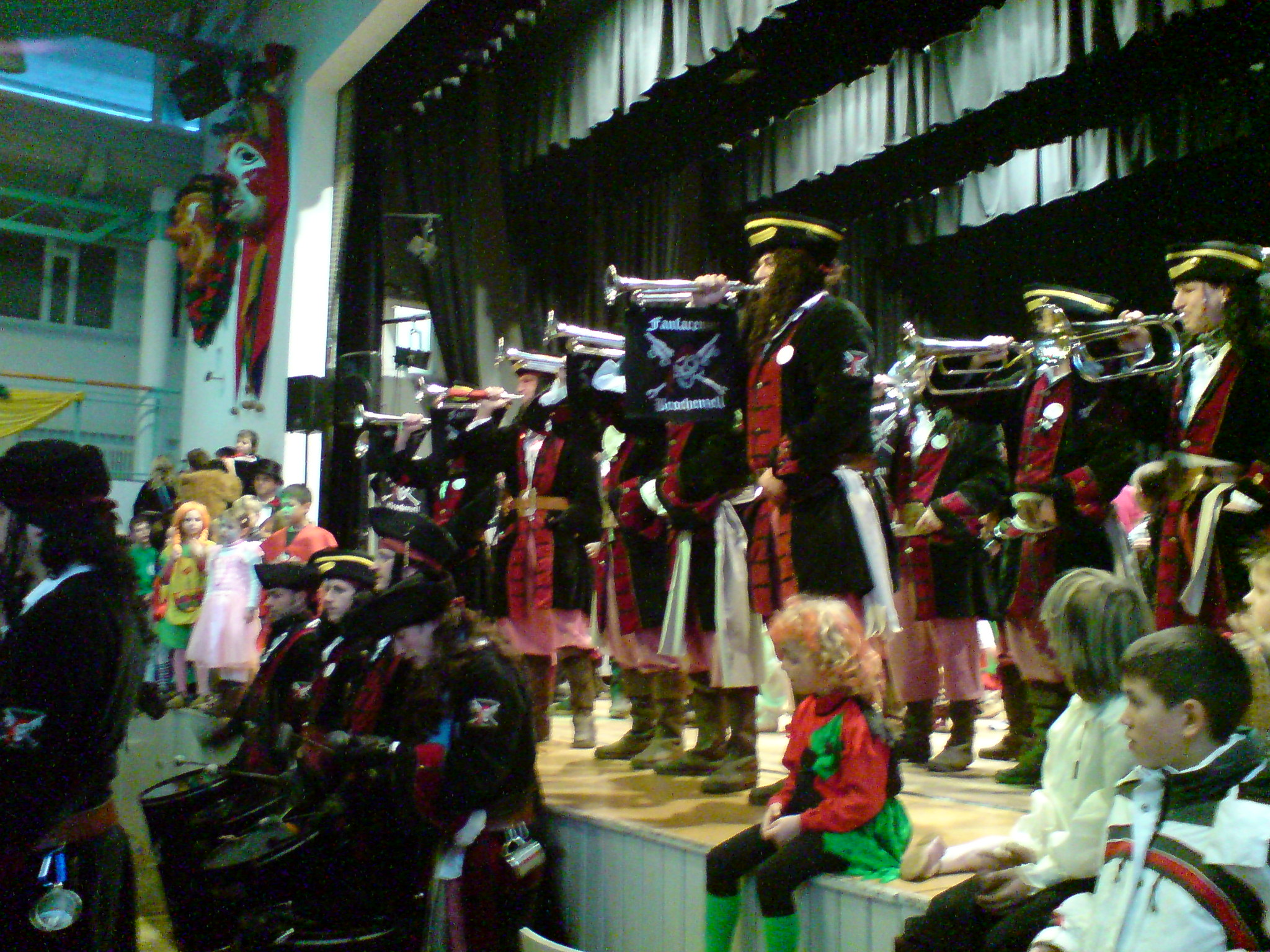
Fanfarenzug Brochenzell